# Hariana Verás Victória
 (juillet 2025).
Motif : Où sont les sources secondaires, centrées et indépendantes qui montrent que les critères d'admissibilité sont atteints ?
- Archive Wikiwix
- Bing
- Cairn
- DuckDuckGo
- E. Universalis
- Gallica
- Google
- G. Books
- G. News
- G. Scholar
- Persée
- Qwant
- (zh) Baidu
- (ru) Yandex
- (wd) trouver des œuvres sur Wikidata

| 1. | Préciser le motif de la pose du bandeau. | Précisez le motif de la pose du bandeau en utilisant la syntaxe suivante : {{admissibilité à vérifier\|date=juillet 2025\|motif=remplacez ce texte par le motif}}                           |
| 2. | Informer les utilisateurs concernés.     | Pensez à avertir le créateur de l'article, par exemple, en insérant le code ci-dessous sur sa page de discussion : {{subst:avertissement admissibilité à vérifier\|Hariana Verás Victória}} |

Pour les articles homonymes, voir Hariana.
Hariana Verás Victória (née le 22 juillet 1984 à Malanje, Angola) est une journaliste, productrice et présentatrice de télévision angolaise, reconnue pour sa couverture médiatique au sein des institutions américaines, notamment la Maison-Blanche, le Pentagone et le Capitole.

## Biographie

### Origines et formation
Née à Malanje en 1984, Hariana Verás grandit à Luanda et entame des études en journalisme à l’institut IMEL (pt). Elle commence sa carrière à l’âge de 18 ans comme reporter pour la presse écrite, notamment pour les journaux Folha 8 et Angolense, avant de rejoindre la télévision avec Orion.

## Carrière

### Carrière diplomatique aux États-Unis
En 2007, elle intègre l’ambassade d’Angola à Washington comme attachée de presse, poste qu’elle occupe pendant neuf ans. Durant cette période, elle lance un programme télévisé destiné à promouvoir l’image de l’Angola et de l’Afrique aux États-Unis, un projet qu’elle continue à porter.

### Journalisme international
Fin 2018, Hariana devient correspondante pour la chaîne angolaise TPA (Televisão Pública de Angola). Officialisée en 2019, elle couvre dès lors les principaux événements diplomatiques et économiques aux États-Unis, comme l’Assemblée générale des Nations unies, les réunions du FMI et de la Banque mondiale, ainsi que les visites de délégations angolaises.
Elle devient l’une des rares journalistes africaines à disposer d’un Hard Pass de la Maison-Blanche, d’un accès au Pentagone ainsi qu’au Sénat américain. Elle couvre également les activités de l’administration Biden, en posant des questions notamment sur les restrictions de voyage liées à la variante omicron ciblant les pays africains,.

### Engagements et perspectives
Hariana milite pour la promotion et le respect des droits de la presse dans son pays d’origine, Angola, et revendique des protections juridiques solides pour les journalistes. Elle ambitionne également d’évoluer vers une carrière diplomatique.
En tant que correspondante permanente à Washington pour TPA (Radio‑Télévision publique angolaise), Hariana Verás Victória a effectué une couverture médiatique en direct de l’accord de paix signé à Washington le 27 juin 2025 entre la RDC et le Rwanda. Lors de la cérémonie, elle a notamment réalisé une interview exclusive avec le président congolais Félix Tshisekedi, qui a salué l’engagement personnel du président américain Donald Trump dans la médiation, estimant qu’il était « qui l’a pris à bras-le-corps ». Au cours de son reportage, Hariana a posé des questions clés sur les motivations diplomatiques de la médiation américaine, explorant les dimensions politique et économique sous-jacentes à l’accord.
Elle figure également parmi les rares journalistes africaines accréditées à suivre la signature de l’accord, aux côtés du président Trump et des ministres des Affaires étrangères de la RDC et du Rwanda, un moment capturé et commenté par la presse internationale,,,,.

### Récompenses et distinctions
En 2021, elle reçoit un certificat de reconnaissance à Hampton, en Virginie, pour son rôle de pont culturel entre l’Angola et les États-Unis, ainsi qu’une médaille de la ville.

### Influence et réception
Considérée comme une voix majeure pour la diaspora africaine à Washington, Hariana Verás est saluée pour son engagement à faire entendre les perspectives africaines dans les cercles de décision américaine. Elle collabore régulièrement avec d’autres correspondants africains, comme Simon Ateba, pour rendre visibles les enjeux du continent,,.